# Kate Mara
Kate Rooney Mara (Bedford, 27 febbraio 1983) è un'attrice statunitense.
È nota principalmente per il suo ruolo di Hayden McClaine nella serie antologica American Horror Story: Murder House e di Zoe Barnes nella serie TV House of Cards - Gli intrighi del potere, per il quale ha ricevuto una candidatura agli Emmy Award. In ambito cinematografico è apparsa in noti film quali Destini incrociati di Sydney Pollack, I segreti di Brokeback Mountain di Ang Lee, 127 ore di Danny Boyle e Sopravvissuto - The Martian di Ridley Scott.

## Biografia
Nata nello stato di New York, è figlia di Kathleen Rooney e Chris Mara, vicepresidente dei New York Giants. La sua famiglia, di origine italiana e irlandese, è molto numerosa: il padre ha undici fratelli, sicché lei annovera ventidue zii e quaranta cugini. Kate ha un fratello maggiore, Daniel, e due sorelle minori, Conor e Rooney, quest'ultima anche lei attrice. È inoltre bisnipote da parte di padre di Tim Mara, fondatore dei New York Giants, e bisnipote da parte di madre di Art Rooney, fondatore dei Pittsburgh Steelers; per questa ragione è appassionata di football americano e supporter di entrambe le squadre. Vegana e animalista, vive a Los Angeles. Nel 2015 inizia una relazione con il collega Jamie Bell, conosciuto sul set del film Fantastic 4 - I Fantastici Quattro; i due si sposano nel luglio 2017, mentre nel maggio 2019 diventano genitori di una bambina.

## Carriera
Si appassiona alla recitazione fin da piccola, grazie alla madre che l'ha portata più volte ad assistere a svariati musical di Broadway. Già da bambina studia recitazione, danza e canto: si diploma alla Fox Lane High School ed in seguito si laurea alla Tisch School of the Arts presso la New York University. Poco più che sedicenne debutta nel film di Sydney Pollack Destini incrociati, dove interpreta Jessica, la figlia di Kristin Scott Thomas. Successivamente recita nella pellicola Tadpole - Un giovane seduttore a New York. Negli anni seguenti appare in varie produzioni televisive, come Everwood, Nip/Tuck e Cold Case - Delitti irrisolti.

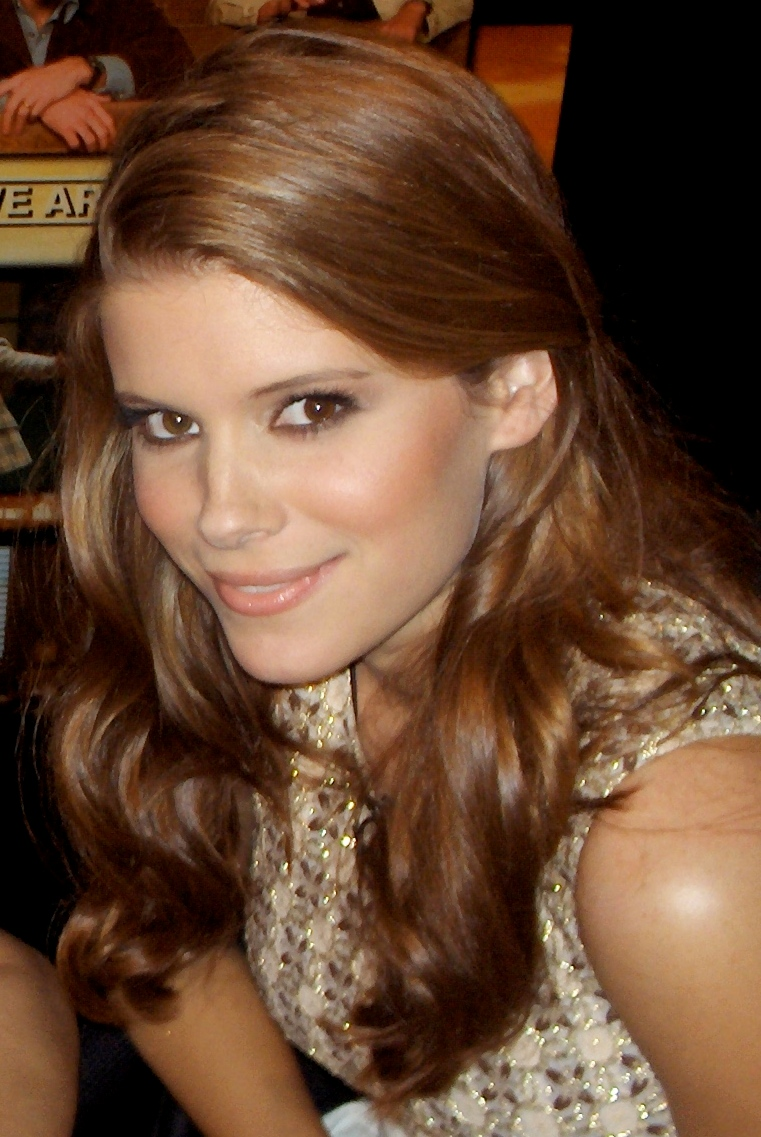
Kate Mara nel 2006

Nel 2005 recita nell'horror, distribuito per l'home video, Urban Legend 3, film che vide il debutto della sorella Rooney. Nello stesso anno partecipa al pluripremiato I segreti di Brokeback Mountain, dove ricopre il ruolo della diciannovenne Alma Jr., figlia del cowboy Ennis del Mar (interpretato da Heath Ledger). Dopo aver interpretato la bizzarra analista informatica Shari Rothenberg in cinque episodi della serie 24, appare in diversi film come We Are Marshall, 14 anni vergine, Shooter e Transsiberian; ha inoltre un piccolo ruolo in Iron Man 2. Nel 2011 è nel cast della prima stagione di American Horror Story. Nel 2014 ottiene la parte della Donna invisibile per il reboot dei Fantastici Quattro della 20th Century Fox; è inoltre nel cast della serie TV House of Cards - Gli intrighi del potere.

## Filmografia

### Cinema
- Destini incrociati (Random Hearts), regia di Sydney Pollack (1999)
- Dalla parte della madre (Joe the King), regia di Frank Whaley (1999)
- Tadpole - Un giovane seduttore a New York (Tadpole), regia di Gary Winick (2002)
- Urban Legend 3 (Urban Legends: Bloody Mary), regia di Mary Lambert (2005)
- I segreti di Brokeback Mountain (Brokeback Mountain), regia di Ang Lee (2005)
- The Californians - Il progetto (The Californians), regia di Jonathan Parker (2005)
- Capitan Zoom - Accademia per supereroi (Zoom), regia di Peter Hewitt (2006)
- Fireflies, regia di Stephan Lacant (2006)
- We Are Marshall, regia di McG (2006)
- 14 anni vergine (Full of It), regia di Christian Charles (2007)
- Shooter, regia di Antoine Fuqua (2007)
- Transsiberian, regia di Brad Anderson (2008)
- Stone of Destiny, regia di Charles Martin Smith (2008)
- Open Road - La strada per ricominciare (The Open Road), regia di Michael Meredith (2009)
- Iron Man 2, regia di Jon Favreau (2010)
- Peep World, regia di Barry W. Blaustein (2010)
- 127 ore (127 Hours), regia di Danny Boyle (2010)
- happythankyoumoreplease, regia di Josh Radnor (2010)
- Ironclad, regia di Jonathan English (2011)
- 10 Years, regia di Jamie Linden (2011)
- Legami di sangue - Deadfall (Deadfall), regia di Stefan Ruzowitzky (2012)
- Transcendence, regia di Wally Pfister (2014)
- Fantastic 4 - I Fantastici Quattro (The Fantastic Four), regia di Josh Trank (2015)
- Man Down, regia di Dito Montiel (2015)
- Sopravvissuto - The Martian (The Martian), regia di Ridley Scott (2015)
- Captive, regia di Jerry Jameson (2015)
- Bastardi insensibili (The Heyday of the Insensitive Bastards), registi vari (2015)
- Morgan, regia di Luke Scott (2016)
- Sergente Rex (Megan Leavey), regia di Gabriela Cowperthwaite (2017)
- Lo scandalo Kennedy (Chappaquiddick), regia di John Curran (2017)
- My Days of Mercy, regia di Tali Shalom Ezer (2017)
- Call Jane, regia di Phyllis Nagy (2022)
- Friendship, regia di Andrew DeYoung (2025)

### Televisione
- Law & Order - I due volti della giustizia (Law & Order) – serie TV, 1 episodio (1997)
- Ed – serie TV, 1 episodio (2000)
- Law & Order - Unità vittime speciali (Law & Order: Special Victims Unit) – serie TV, episodio 2x09 (2001)
- Everwood – serie TV, 2 episodi (2003)
- Nip/Tuck – serie TV, 4 episodi (2003)
- Boston Public – serie TV, 1 episodio (2003)
- Cold Case - Delitti irrisolti (Cold Case) – serie TV, 1 episodio (2003)
- CSI - Scena del crimine (CSI: Crime Scene Investigation) – serie TV, 1 episodio (2004)
- CSI: Miami – serie TV, 1 episodio (2004)
- Jack & Bobby – serie TV, 6 episodi (2005)
- 24 – serie TV, 5 episodi (2006)
- Entourage – serie TV, 4 episodi (2009)
- American Horror Story – serie TV, 8 episodi (2011)
- House of Cards - Gli intrighi del potere (House of Cards) – serie TV, 14 episodi (2013-2016)
- Pose – serie TV, 6 episodi (2018)
- A Teacher: Una storia sbagliata (A Teacher), regia di Hannah Fidell, Gillian Robespierre e Andrew Neel – miniserie TV, 10 puntate (2020)
- Class of '09 – miniserie TV, 8 puntate (2023)
- Black Mirror – serie TV, episodio 6x03 (2023)

## Riconoscimenti
- Premio Emmy
  - 2014 – Candidatura alla Miglior attrice guest star in una serie drammatica per House of Cards - Gli intrighi del potere
- Razzie Awards
  - 2015 – Candidatura alla Peggior coppia sullo schermo (condiviso con Miles Teller, Michael B. Jordan e Jamie Bell) per Fantastic 4 - I Fantastici Quattro

## Doppiatrici italiane
Nelle versioni in italiano dei suoi lavori, Kate Mara è stata doppiata da:
- Letizia Scifoni in Urban Legend 3, House of Cards - Gli intrighi del potere, Fantastic 4 - I Fantastici Quattro, Morgan, Black Mirror
- Ilaria Latini in 24, Sopravvissuto - The Martian, 10 Years
- Perla Liberatori in Open Road - La strada per ricominciare, Transiberian
- Gaia Bolognesi in A Teacher - Una storia sbagliata, Class of '09
- Francesca Manicone in 14 anni vergine, Pose
- Monica Vulcano in Destini incrociati, Everwood
- Federica Bomba in Capitan Zoom - Accademia per supereroi
- Jenny De Cesarei in The Californians - Il progetto
- Alessia Amendola ne I segreti di Brokeback Mountain
- Federica De Bortoli in CSI - Scena del crimine
- Chiara Gioncardi in American Horror Story
- Valentina Favazza in We Are Marshall
- Michela Alborghetti in CSI: Miami
- Martina Tamburello in Sergente Rex
- Letizia Ciampa in 127 ore
- Sabine Cerullo in Ironclad
- Serena Menegon in Nip/Tuck
- Myriam Catania in Shooter
- Stella Musy in Transcendence